# Jamilena
Jamilena – gmina w Hiszpanii, w prowincji Jaén, w Andaluzji, o powierzchni 8,99 km². W 2011 roku gmina liczyła 3496 mieszkańców.